# Минский электробус

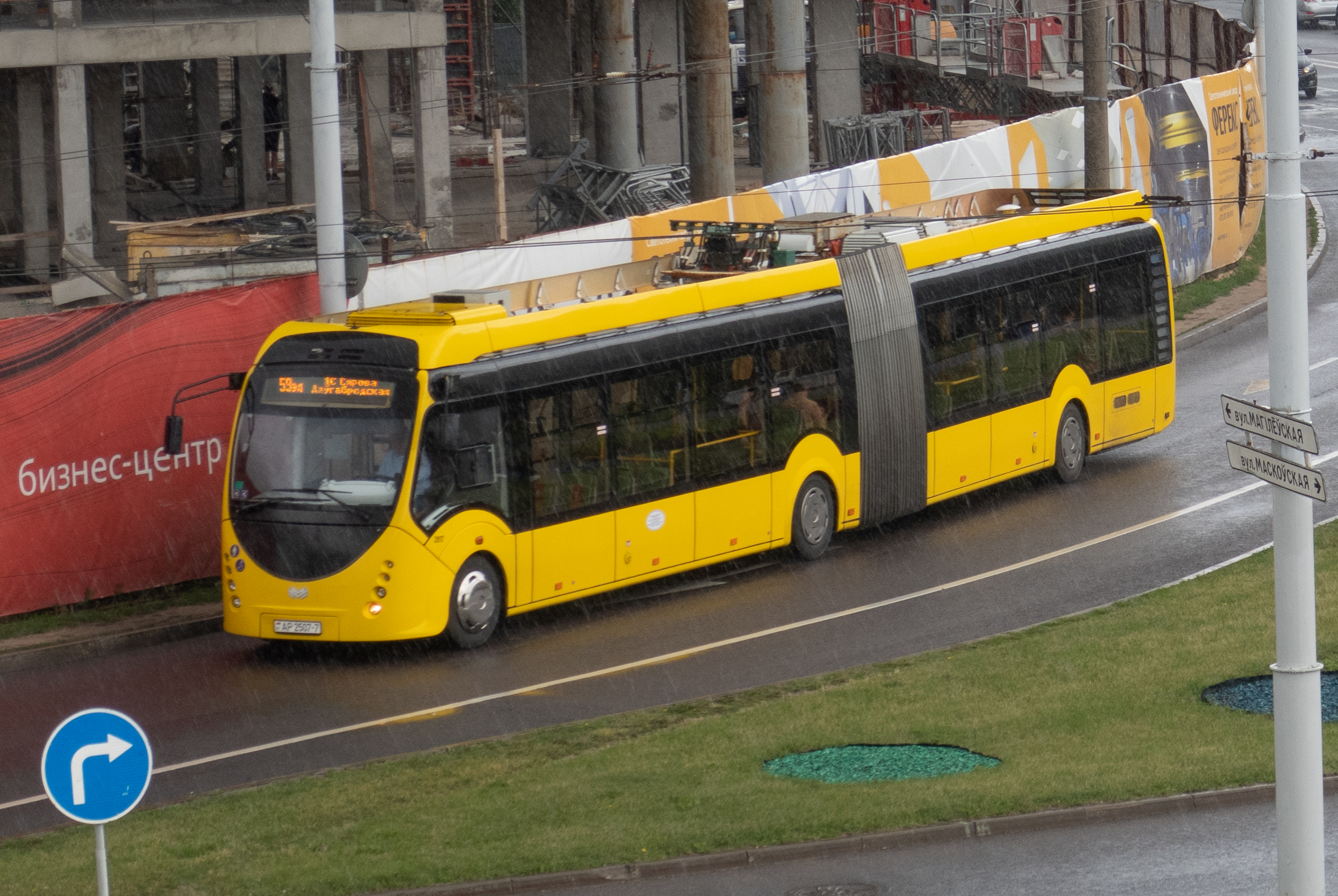
Электробус модели E433 Vitovt Max Electro на 59 маршруте

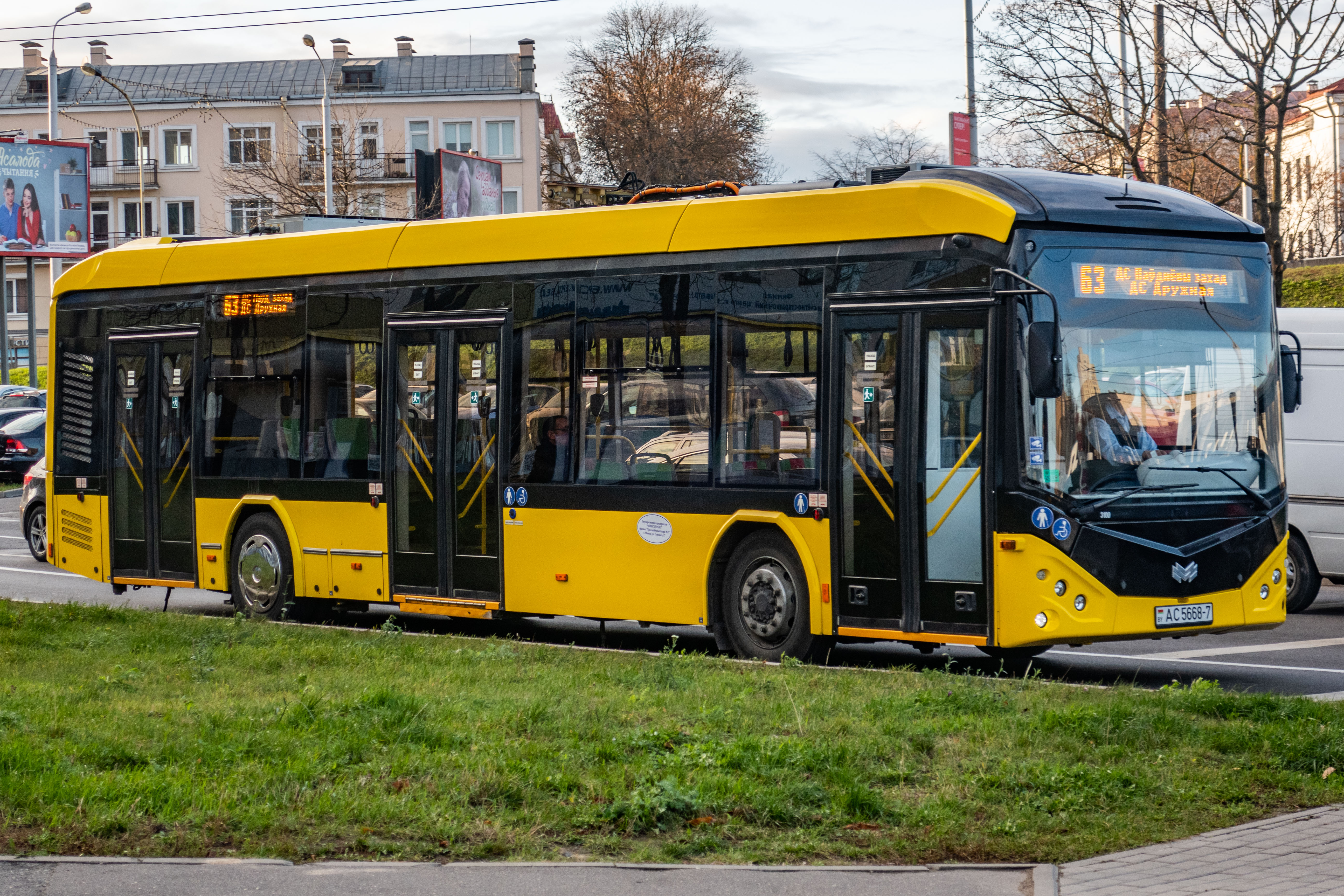
Электробус модели E321 Ольгерд на 63 маршруте

Минский электробус (бел. Мінскі электробус) — система пассажирского общественного электротранспорта в Минске, состоящая из электробусов. Электробусное движение в Минске открыто в 2017 году. Является частью автобусной сети города.

## История
Пробная поездка первого электробуса в Минске состоялась 26 декабря 2016 года. Регулярное тестовое движение электробусов в Минске было открыто 12 мая 2017 года по троллейбусным маршрутам № 43 и № 59. Эти маршруты были выбраны потому, что на тот момент часть их контактной сети не действовала в связи с реконструкцией разворотного кольца диспетчерской станции «Серова» и со строительством новой магистрали «Южная». В 2019 году электробусы начали обслуживать автобусный маршрут № 1, а на маршруты № 43 и 59 вернулись троллейбусы.

## Маршруты
По состоянию на апрель 2024 года электробусы постоянно обслуживали автобусные маршруты 1, 6, 17, 45, 50с, 60, 64, 75, 103, 139, 155, а также в количестве 1-2 единиц появляются на маршрутах 43, 71, 69, 91, 135, 169, 195.

## Подвижной состав
Подвижной состав минских электробусов состоит из машин белорусского производства, выпускающихся на предприятии «Белкоммунмаш» и Минском автомобильном заводе. В 2017 году ГП «Минсктранс» получило первые 20 сочлененных электробусов особо большой вместимости E433 Vitovt Max Electro производства «Белкоммунмаш». В 2018—2019 годах «Белкоммунмаш» поставил ещё 28 модернизированных электробусов модели E433 Vitovt II Max Electro и 32 электробуса модели E321 Сябар. В 2018—2019 годах электробусный парк пополнился 9 электробусами производства «Белкоммунмаш» модели Е321 Ольгерд, а также 4 электробусами модели МАЗ 303Е10 производства МАЗ.
- Е433 — 48 единиц
- Е321 Сябар — 32 единицы
- Е321 Ольгерд — 9 единиц
- МАЗ 303Е10 — 4 единицы

## Оплата
Как и во всех видах наземного общественного транспорта в Минске, в электробусах оплата проезда осуществляется с использованием бесконтактных карт и одноразовых бумажных билетов, погашаемых электронным компостером.